# Dagmar Mørk Jensen
Dagmar Mørk Jensen, född Andersen 14 maj 1924 i Thisted, död 12 november 2012, var en dansk politiker och debattör. Hon var folketingsledamot för Det Radikale Venstre 1984-1988.
Dagmar Mørk Jensen växte upp i Thisted på Nordjylland som dotter till byggentreprenören Valdemar Andersen och dennes hustru Laura. Hon tog realexamen vid Thisted Realskole och hade till en början planer att likt sin far bli ingenjör. Hon skrev de förberedande proven till Polyteknisk Læreanstalt (numera Danmarks Tekniske Universitet) i Köpenhamn, men ändrade sig och genomgick istället en kontorsutbildning. Hon gifte sig 1945 med smedslärlingen Villy Mørk Jensen (1920-1999), som under andra världskriget varit engagerad i motståndsrörelsen på Fyn och satt i tyskt tukthus i provinsen Brandenburg 1943-1945. De skador som åsamkades honom ledde till att Dagmar Mørk Jensen från 1958 bedrev juridiska processer och arbetade för bl.a. en officiell ursäkt och ersättning från det tyska företaget Bosch för att ha använt Villy Jensen och tusentals andra fångar som slavarbetskraft under krigsåren. Makens sjukdom tvingade Dagmar Mørk Jensen att arbeta heltid på Sjørrings Maskinfabrik för att ge familjen en inkomst, också efter att dottern Anni hade fötts. En av Villy Jensens medfångar i Tyskland var DDR:s ledare, Erich Honecker, med vilken makarna Jensen förblev personliga vänner också efter Berlinmurens fall 1989.
Dagmar Mørk Jensens politiska karriär började som förtroendevald i Thisted kommun och i Thisteds byråd. Efter att partikamraten Asger Baunsbak-Jensen tvingades lämna sin plats i Folketinget 1984 på grund av sjukdom fick hon ta över hans plats, först som suppleant och sedan som ordinarie ledamot. Under denna period blev hon en av de folketingsledamöter som fick representera Danmark vid FN:s generalförsamling i New York. Hon blev omvald i folketingsvalet 1987 för Holstebros valkrets och utsågs då till sekreterare för Det Radikale Venstres folketingsgrupp. På grund av att ett flertal i Folketinget utöver regeringen kunde driva igenom sin egen säkerhetspolitik (den s.k. ”fodnotepolitiken”) utlystes omval 1988. I denna valomgång blev inte Jensen omvald och hon fick därmed lämna sin plats. Året efter ställde hon upp som kandidat i valet till Europaparlamentet och var placerad som nr. 2 på partiets valsedel. Hon blev dock inte vald. Hon kandiderade åter i 1994 års val, nu som nr 6 på valsedeln, men lyckades inte bli vald.
Tillsammans med sin make skrev Jensen  boken En mur har to sider – Modstandsmanden og politikeren som skildrar Villy Jensens upplevelser i Nazityskland och DDR. Hon var även  en flitig insändarskribent samt varit styrelseledamot i Frihedsfonden och styrelseordförande i Folkecenteret for Vedvarende Energi.